# 日登駅
日登駅（ひのぼりえき）は、島根県雲南市木次町寺領にある、西日本旅客鉄道（JR西日本）木次線の駅である。愛称は「素戔嗚尊」（すさのおのみこと）。

## 歴史

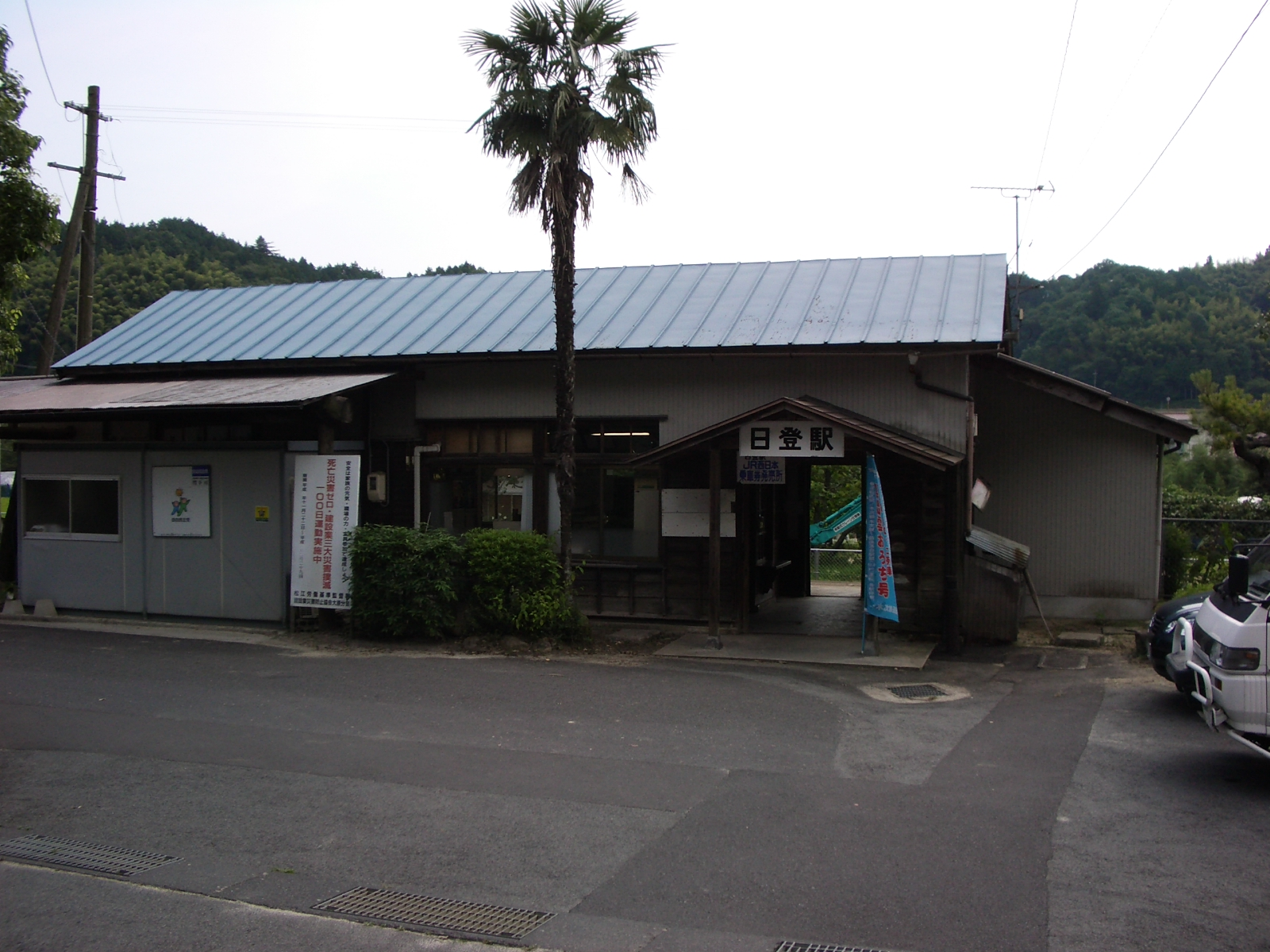
駅舎（2005年8月、改修工事前）

- 1932年（昭和7年）12月18日：鉄道省木次線木次駅 - 出雲三成駅間開通時に開設[3]。
  - 当時の所在地表示は島根県大原郡日登村寺領であった[3]。
- 1959年（昭和34年）11月1日：業務委託駅化[4][5]。
- 1961年（昭和36年）9月23日：貨物取扱廃止[1]。
- 1971年（昭和46年）
  - 10月1日：荷物扱い廃止[6]。簡易委託駅化[7]。
  - 11月：駅業務委託先を板持土木（建設業）に変更[8]。
- 1987年（昭和62年）4月1日：国鉄分割民営化に伴い、JR西日本の駅となる[1]。
- 2018年（平成30年）5月：駅舎改修工事完了、記念式典開催[9]。

## 駅構造
備後落合方面に向かって左側に単式ホーム1面1線を有する地上駅（停留所）。木次鉄道部管理の簡易委託駅。駅事務室は板持土木（建設業）事務所となっている。平日及び一部土曜勤務時間内は常備券できっぷを発売している。
当駅には木造駅舎が残っている。2018年に改修工事が完了し、トイレは駅舎正面右側に移設された。

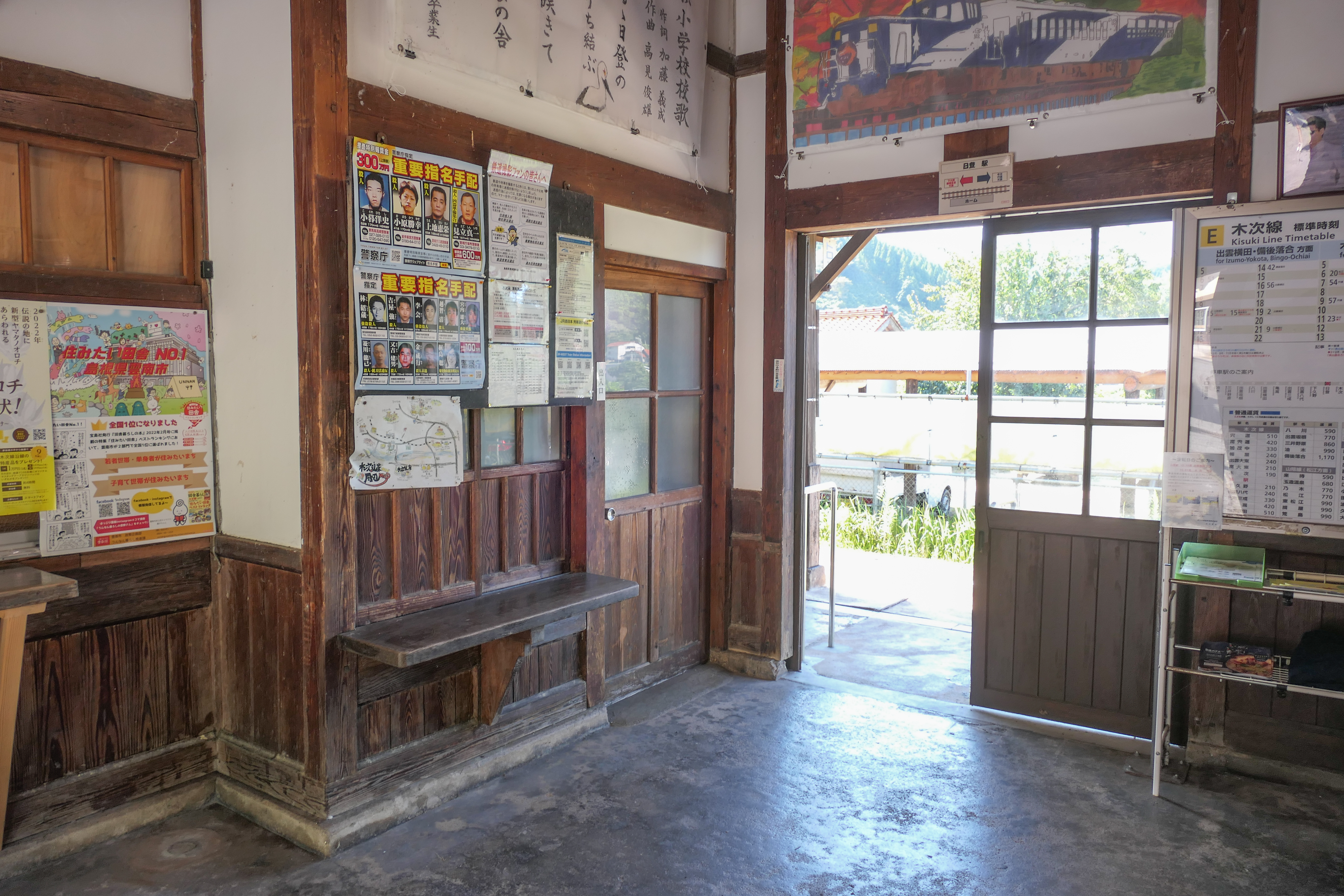
駅舎内（2022年10月）
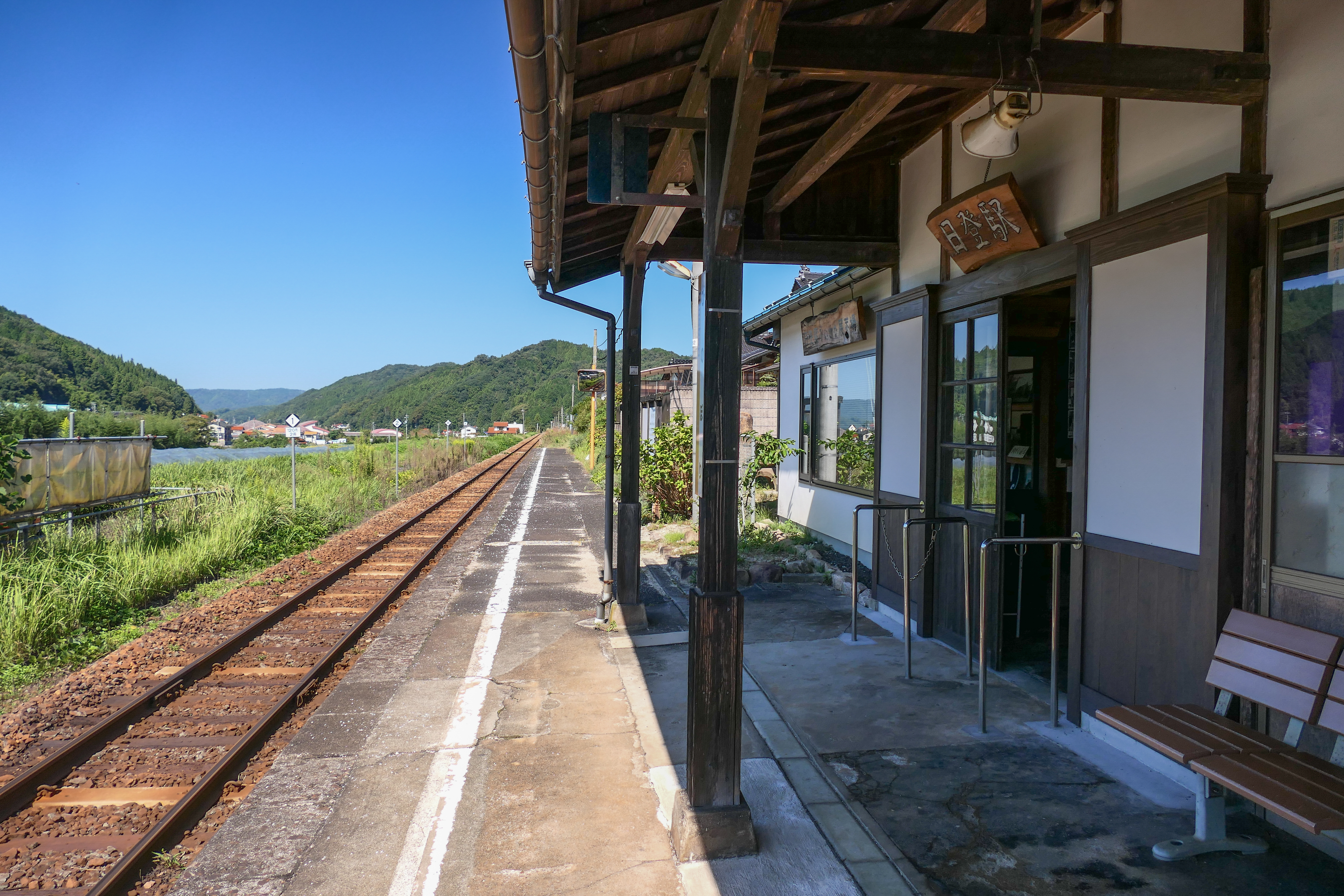
ホーム（2022年10月）

## 利用状況
近年の1日平均乗車人員の推移は以下の通り。なお、1994年度は22人、1984年度は34人だった。
| 乗車人員推移 | 乗車人員推移 | 乗車人員推移 |
| 年度         | 1日平均人数  | 出典         |
| ------------ | ------------ | ------------ |
| 1999         | 17           | [ 統計 2 ]   |
| 2000         | 20           | [ 統計 3 ]   |
| 2001         | 22           | [ 統計 4 ]   |
| 2002         | 18           | [ 統計 5 ]   |
| 2003         | 9            | [ 統計 6 ]   |
| 2004         | 5            | [ 統計 7 ]   |
| 2005         | 5            | [ 統計 8 ]   |
| 2006         | 7            | [ 統計 9 ]   |
| 2007         | 8            | [ 統計 10 ]  |
| 2008         | 9            | [ 統計 11 ]  |
| 2009         | 11           | [ 統計 12 ]  |
| 2010         | 10           | [ 統計 13 ]  |
| 2011         | 7            | [ 統計 14 ]  |
| 2012         | 7            | [ 統計 15 ]  |
| 2013         | 12           | [ 統計 16 ]  |
| 2014         | 15           | [ 統計 17 ]  |
| 2015         | 14           | [ 統計 18 ]  |
| 2016         | 14           | [ 統計 19 ]  |
| 2017         | 7            | [ 統計 20 ]  |
| 2018         | 7            | [ 統計 21 ]  |
| 2019         | 4            | [ 統計 22 ]  |
| 2020         | 3            |              |
| 2021         | 5            |              |
| 2022         | 6            |              |

## 駅周辺
周囲は田畑や林に囲まれているが、所々に民家がある。駅舎側を島根県道45号安来木次線が並行し、その反対側を久野川が流れる。郵便局・駐在所・小学校・業務用厨房機器メーカー工場は駅西側にあり、広域農道は駅東側を通る。駅から北へ進むと奥出雲葡萄園に至るが、当駅からはやや離れている。
- 日登郵便局
- 雲南市立寺領小学校
- 寺領幼稚園
- JAしまね 雲南地区葬祭センター
- ホシザキ島根第一工場
- サンセイ電機
- 國玉神社
- 雲南警察署 日登駐在所
- 島根県道45号安来木次線
- 島根県道176号掛合大東線
- 飯石ふれあい農道（広域農道）
- 久野川

## 隣の駅
西日本旅客鉄道（JR西日本）
 木次線
木次駅 - 日登駅 - 下久野駅

#### 統計資料
1. ↑  “島根県統計書”. しまね統計情報データベース.   島根県政策企画局. 2025年2月5日閲覧。
2. ↑  1999年(H11)
3. ↑  2000年(H12)
4. ↑  2001年(H13)
5. ↑  2002年(H14)
6. ↑  2003年(H15)
7. ↑  2004年(H16)
8. ↑  2005年(H17)
9. ↑  2006年(H18)
10. ↑  2007年(H19)
11. ↑  2008年(H20)
12. ↑  2009年(H21)
13. ↑  2010年(H22)
14. ↑  2011年(H23)
15. ↑  2012年(H24)
16. ↑  2013年(H25)
17. ↑  2014年(H26)
18. ↑  2015年(H27)
19. ↑  2016年(H28)
20. ↑  2017年(H29)
21. ↑  2018年(H30)
22. ↑  2019年(R1)